# Ilves
Ilves är en ishockeyklubb från Tammerfors. Klubben är den näst mest framgångsrika klubben i Finland med 16 FM-guld. Klubben grundades den 10 april 1931 och vann sitt första FM-guld 1936. Ilves nuvarande hemmaplan är i Nokia Arena. Arenan är också hemmahall för Tappara. Tidigare hemmaplan Hakametsähallen är Finlands första och byggdes för VM i ishockey 1965.

## Historia

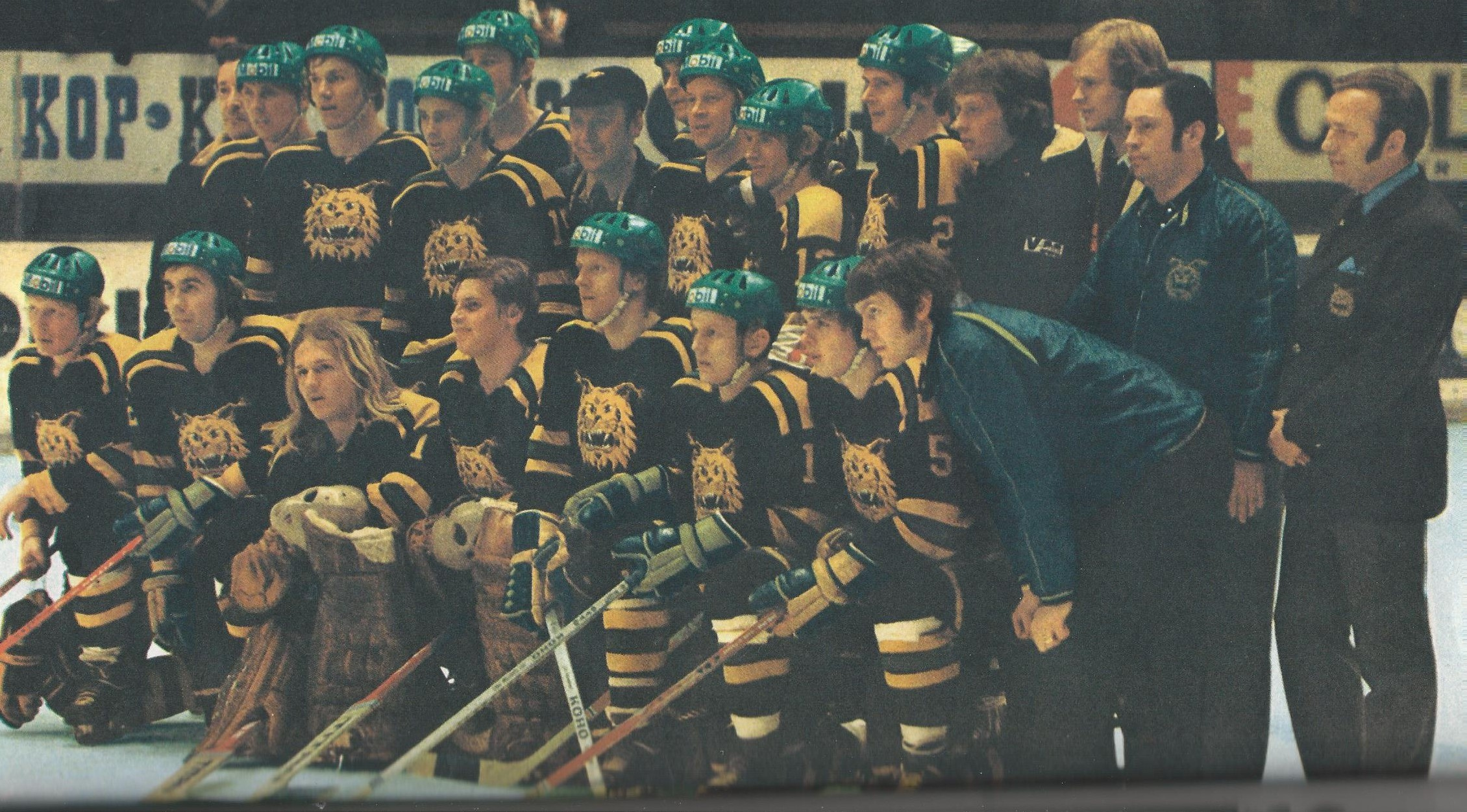
Ilves Finlands mästare 1972

Ilves grundades år 1931 med Niilo Tammisalo i spetsen. Till en början var föreningen menad för fotboll, bandy och boboll, men så småningom tillkom också ishockey.  Tammerfors och hela Finlands första isrink öppnades på vintern 1934 för Ilves ändamål. Det var en fördel för Ilves att kunna träna i en rink med officiella mått.  Ilves vann sitt första mästerskap år 1936. Vinsten skedde på ett ovanligt sätt, då KIF från Helsingfors inte gick med på att spela den avgörande matchen i Tammerfors. Finlands Ishockeyförbund röstade för att Ilves skulle vinna mästerskapet. Ilves var mästare även de två följande säsongerna. 
År 1965 flyttade Ilves, tillsammans med Tammerforslagen Tappara och KooVee, till den nya ishallen Hakametsä. Detta hade främst en ekonomisk betydelse: för spelarna spelade det ingen roll hurdant väder det var, men i innehallen fick man mera folk till läktarna även om det var dåligt väder.  Under den tiden började laget även betala en liten lön till spelarna. Summorna var dock små: för en vinst fick man lika mycket pengar som år 2006 motsvarade fyra euro. Men det var ändå klart att man var på väg mot professionalitet, eftersom även matchkläderna började få reklam. 
Med den kanadensiske tränaren Len Lunden vann Ilves sitt femtonde guld i ligan år 1972. Ilves höll sig på toppen i ligan även de kommande åren, men 1975 års bronsmedalj blev den sista medaljen innan en längre paus.
På 1980-talet kom en ny generation i Ilves, med flera kända spelare, till exempel Risto Jalo, Raimo Summanen, långvarige Ilves-legenden Raimo Helminen samt Jukka Tammi. Detta lag tog brons år 1983 och sedan två år senare guld. Samma år splittrades laget när fyra spelare åkte till NHL.
Uppsvinget på slutet av 80-talet berodde mycket på tränaren Sakari Pietilä. 1988 vann de grundserien men föll i första omgången i playoff mot Rauman Lukko. Nästa år 1989 tog de brons, och året därpå kom de ända till finalen men förlorade sedan mot TPS. I början av 1990-talet köpte man tillbaka gamla spelare som skinit på 1980-talet, men de presterade inte så väl som man trott. Vincent Manngard köpte laget för att komma undan konkurshotet. År 1995 fick Ilves spela relegationsmatcher för att hålla sig kvar i serien. Efter den säsongen anställdes Vladimir Jursinov Jr, som på några år lyckades få tillbaka Ilves till toppen med hjälp av spelare som Vesa Toskala, Juha Hautamaa och Raimo Helminen som återvände till Ilves. År 1998 var de åter i final men förlorade mot HIFK, och nästa år förlorade de mot HPK i kvartsfinalen.
År 2000 gjorde man laget till ett aktiebolag och då bildades Ilves-Hockey Oy. 2001 vann laget brons. 

### VVV
Måndagen den 29 juli 2013 kom Ilves ut med ett femårsprojekt: ”Viiri Viidessä Vuodessa” (VVV,
fritt översatt ”Guld på fem år”). Projektet startades av Marko Sjöblom som i princip hade köpt 53,7 % av Ilves-Hockey Oy. Detta skulle ha varit perfekt för laget: en ny ägare med mycket pengar. Denna affär skedde ändå aldrig, eftersom Ilves-Hockey Oy:s styrelse kom ut med klagomål om hur Sjöblom hade lett laget efter att ha fått lagets operativa styrning i sina händer.

## Lagets kännetecken

### Färger

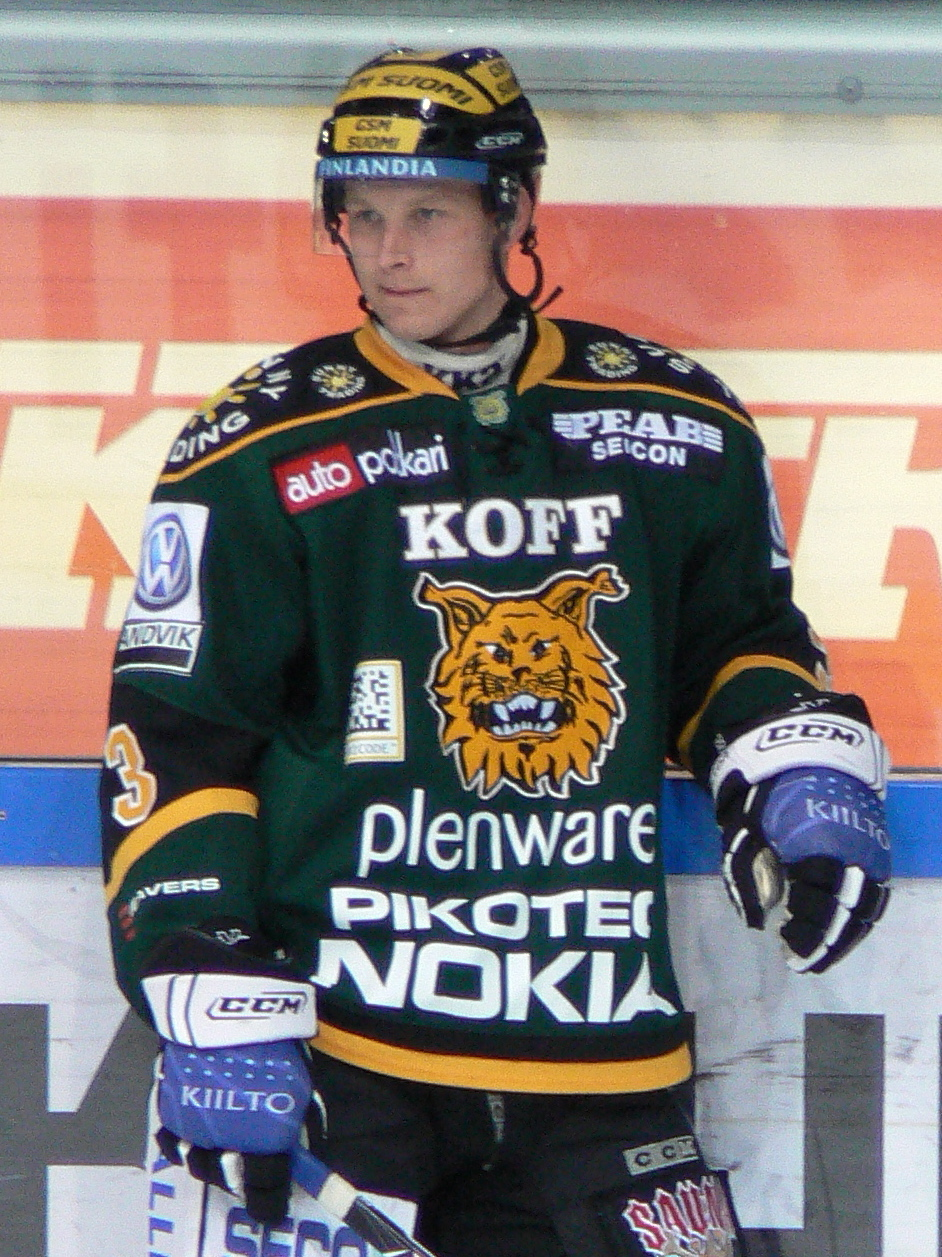
Ilves logo åren 1962-1993 och 1999-

Traditionellt är lagets färger svart, grönt och gult. Dessa färger har vanligtvis varit med i lagets tröjor, fastän säsongerna 1982–1984 spelade de i violett-vita tröjor eftersom de tecknat avtal med SKOP. Fansen gillade inte detta, men avtalet var viktigt för lagets ekonomi.

### Logo
Ilves första logo var en lokatt sedd från sidan. Ilves betyder lokatt på finska. Därtill lades senare texten ”Ilves Tampere” runtom logon.
År 1962 ville dåvarande managern Seppo Helle få logon att se mera fartfylld och ungdomlig ut. Han valde ut Rauno Bromms figur som symboliserar lokattens ansikte. Denna logo användes åren 1962–1993.
Åren 1993–1999 användes återigen en logo som visade en lokatt från sidan. Därefter gick man tillbaka till logon som man använt 1962–1993, och den logon används fortfarande (2001).

## Fansen
I Hakametsä är läktare D1 reserverad för Ilves fans. Där står Osasto 41 (”Avdelning 41, vilket kommer från Raimo Helminens spelnummer 41).
År 2002 gjordes en undersökning varför människor håller på Ilves, och det kom fram att största delen hade fått det hemifrån. Enligt undersökningen fanns det flera Ilvesfans i östra Tammerfors, medan den västra delen oftare hejade på rivalen Tappara. 

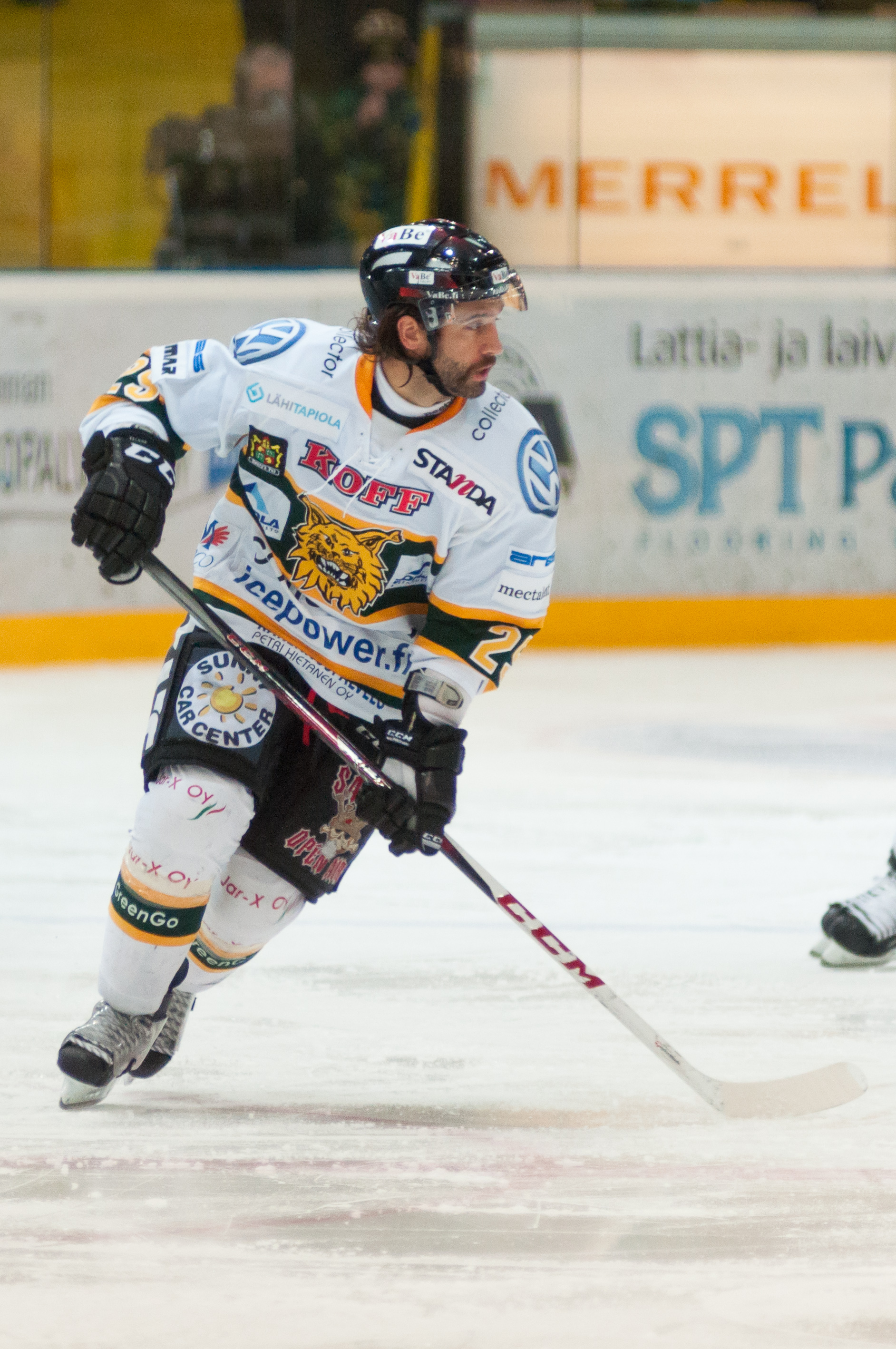
Stanley Cup vinnaren Maxime Talbot i Ilves bortaskjorta år 2012

## Pensionerade nummer
- 2 - Jarmo Wasama
- 7 - Aarne Honkavaara
- 13 - Risto Jalo
- 14 - Lasse Oksanen
- 16 - Jorma Peltonen
- 30 - Jukka Tammi
- 41 - Raimo Helminen

Nummer 24 är inte officiellt fryst men används inte eftersom Veikko Suominen, som hade numret, begick självmord under säsongen 1978–1979.